# Laetia micrantha
Laetia micrantha là một loài thực vật có hoa trong họ Liễu. Loài này được A. Robyns mô tả khoa học đầu tiên năm 1967.